# Haruta & Chika
Haruta & Chika (ハルチカ Haruchika?) es una película japonesa dirigida por Masahide Ichii y protagonizada Shori Sato y Kanna Hashimoto. Se basa en la serie de novelas ligeras homónimas, escritas por Sei Hatsuno. Fue distribuida en Japón por Kadokawa y lanzada el 4 de marzo de 2017.

## Argumento
Haruta es un chico guapo e inteligente, Chika es una chica inocente e ingenua. Ellos fueron amigos de la infancia hasta que la familia de Haruta tuvo que mudarse en tercer grado. Sin embargo, nueve años después e reúnen de nuevo durante la ceremonia de entrada a la escuela secundaria. Chika pertenece al club de instrumentos de viento, debido a un incidente este se ve en riesgo de ser disuelto, Chika tratará que esto no suceda con la ayuda de Haruta.

## Reparto
- Shori Sato como Haruta.
- Kanna Hashimoto como Chika.
- Keisuke Koide como Shinjirō Kusakabe.
- Yuri Tsunematsu como Serizawa.
- Hiroya Shimizu como Hiyama.
- Kōki Maeda como Katagiri.
- Takuma Hiraoka como Miyamoto.
- Moka Kamishiraishi como Taeko Himeri.
- Nikaidō como Wakaba.

## Producción
La fotografía principal tuvo lugar en abril y mayo de 2016.